# Alessandro Minardi
Alessandro Minardi (Parma, 1908 – Bergamo, 1988) è stato un giornalista italiano.

## Biografia
Cominciò a collaborare giovanissimo alla Gazzetta di Parma, dal 1925 rinominata in Corriere emiliano, di cui fu caporedattore fino alla chiusura (1941).
Nel dopoguerra fu responsabile dell'edizione del mattino del Corriere Lombardo e, a seguire, caporedattore del settimanale satirico Candido, del quale fu l'ultimo direttore dal 10 novembre 1957 fino alla chiusura avvenuta nel 1961.
Finita l'esperienza del Candido fu chiamato da Carlo Pesenti, editore della Notte di Milano, ad assumere la direzione del bergamasco Giornale del popolo; l'anno seguente Minardi trasformò il nome della testata in Giornale di Bergamo e la posizionò collocandola nell'area del liberalismo. Minardi scriveva un corsivo al giorno, in prima pagina, firmandosi Min. Negli anni settanta il Giornale di Minardi raggiunse il record di vendite, toccando le 25 000 copie.
Nel 1978 lasciò il Giornale e assunse la direzione del quotidiano svizzero Gazzetta ticinese. A Lugano ritrovò un suo vecchio amico, Giuseppe Prezzolini, che fu prezioso collaboratore del quotidiano.
Fu amico fraterno di Giovannino Guareschi, Cesare Zavattini e di Attilio Bertolucci.

## Collezione Alessandro Minardi
Ceduta nel 1999 dal figlio, Maurizio Minardi, la Collezione Alessandro Minardi (1928-1999) è di proprietà della Regione Lombardia. Conservata dal 2000 presso la Fondazione Arnoldo e Alberto Mondadori, è costituita in gran parte da bozzetti originali prodotti per Bertoldo e Candido da Giovannino Guareschi, Giacinto Mondaini, Giovanni Mosca, Ferdinando Palermo, Carlo Manzoni, Sergio Toppi. Accanto alle 1.757 tavole di disegni originali, conservate in 35 scatole, è presente un complesso documentario di modesta entità: corrispondenza, manoscritti o dattiloscritti di pubblicazioni, documentazione a stampa (soprattutto articoli tratti da quotidiani o periodici), estratti di sentenze. Si tratta per lo più di disegni in bianco e nero su carta, in cui vengono utilizzate chine e grafite, arricchiti talvolta dall’uso di biacca e collages. I disegni a colore sono circa 130. I disegni sono stati schedati e digitalizzati e consultabili on line.